# 国家公務員災害補償法
国家公務員災害補償法（こっかこうむいんさいがいほしょうほう、昭和26年6月2日法律第191号）は、国家公務員法（昭和22年法律第120号）2条に規定する一般職に属する職員（未帰還者留守家族等援護法（昭和28年法律第161号）17条1項に規定する未帰還者である職員を除く）の公務上の災害（負傷、疾病、障害または死亡をいう）または通勤による災害に対する補償を迅速かつ公正に行い、あわせて公務上の災害または通勤による災害を受けた職員（以下「被災職員」という。）の社会復帰の促進ならびに被災職員およびその遺族の援護を図るために必要な事業を行い、もって被災職員およびその遺族の生活の安定と福祉の向上に寄与することに関する法律である。

## 構成
- 第一章　総則（第1条―第8条）
- 第二章　補償及び福祉事業（第9条―第23条）
- 第三章　審査等（第24条・第25条）
- 第四章　雑則（第26条―第34条）
- 附則